# オクロの天然原子炉

オクロの天然原子炉の構造
1. 核反応ゾーン
2. 砂岩
3. ウラン鉱床
4. 花崗岩

オクロの天然原子炉（オクロのてんねんげんしろ）とは、ガボン共和国オートオゴウェ州オクロに存在する天然原子炉である。
天然原子炉とは、過去に自律的な核分裂反応が起こっていたことが同位体比からわかるウラン鉱床のことである。このような現象の実例は、フランスの物理学者のフランシス・ペランが1972年に発見した。天然原子炉が形成される可能性は、1956年にアーカンソー大学の助教授だった黒田和夫が予想している。オクロで発見された条件は、予想された条件に極めて近かった。
天然原子炉の知られている唯一の場所はオクロに存在する3つの鉱床で、自律的な核分裂反応のあった場所が16か所見つかっている。20億年ほど前、数十万年にわたって平均で100 kW相当の出力の反応が起きていた。

## 歴史
1972年5月、フランス ピエールラットのウラン濃縮施設におけるUF6の通常の質量分析で、中部アフリカ ガボンのオクロ鉱床産出のサンプルの235U同位体比に大きな差異があることが見つかった。通常の同位体比は0.7202%だが、そのサンプルは0.600%で、これは有意な差だった。235U同位体が兵器に流用されていないことをはっきりさせるために何らかの説明が必要だったため、フランス原子力庁は調査を開始した。主要な同位体の相対的な比率を測定した結果、オクロのウラン鉱石中235Uの238Uに対する比率が通常のサンプルに対し0.440%低く、ほかの鉱床とは異なることが判明した。さらなる調査で、ネオジムやルテニウムなどほかの同位体比も特異であることがわかった。
235Uの減少は、原子炉で起こっていることとまったく同じである。そのため、オクロのウラン鉱床はかつて天然原子炉であったという説明が考えられた。ほかの調査も同様の結論に達したので、1972年9月25日、フランス原子力庁は、20億年前に自律的な核連鎖反応が起こっていたことを発見したと発表した。その後、同地域でほかの天然原子炉がいくつか見つかった。

## 天然原子炉の仕組み
天然原子炉では、ウランに富んだ鉱床に地下水が染み込んで、水が中性子減速材として機能することで核分裂反応が起こる。核分裂反応による熱で地下水が沸騰して無くなると反応が減速して停止する。鉱床の温度が冷えて、短命の核分裂生成物が崩壊したあと、地下水が染み込むと、また同じサイクルを繰り返す。このような核分裂反応は、連鎖反応ができなくなるまで数十万年にわたって続いた。
ウランの核分裂では、5種類のキセノンガスの同位体が生成される。ガボンでは5種類すべての同位体が天然原子炉の痕跡から発見されている。鉱床のキセノンガスの同位体比を調べることで、20億年たった現在でも核分裂サイクルの周期を知ることができる。計算ではおよそ30分活動したあと2時間30分休止するサイクルだった。
天然原子炉が臨界に達することができた理由は、天然原子炉があった当時、天然ウランの核分裂性同位体235Uの濃度が3%と、現在の原子炉とほぼ変わらなかったからである（残りの97%は核分裂性物質ではない238U）。235Uの半減期は238Uより短く、より早く崩壊してしまうので、天然ウランの現在の235Uの比は0.72%に低下していて、地球上ではもはや天然原子炉は存在しえない。
オクロ以外では天然原子炉は見つかっていない。ほかのウラン鉱床も核分裂反応を起こすのに十分なウランが含まれていたものの、ウランと水と、核反応を起こすための物理的な条件とがそろっていたのはオクロのユニークな点だったと思われる。
オクロの天然原子炉が20億年より前の時点で反応を開始しなかった理由は、おそらく大気中の酸素濃度の上昇が関連している。ウランは地球の岩石中に自然に存在していて、核分裂性物質の235Uの濃度は臨界に達する前は常に3%以上だったはずである。しかし、ウランは酸素存在下でしか水に溶けない。大気中の酸素レベルが上昇するにしたがって、ウランが地下水に溶けて運ばれて、ウランが十分に濃縮された鉱床を形成したと考えられる。大気の環境がもし変化していなければ、そのような濃縮はおそらく起こり得なかった。
ウラン鉱床の中の数センチメートルから数メートル程度の天然原子炉が、およそ5トンの235Uを消費して、数百度の温度に達したと考えられている。不揮発性の核分裂生成物とアクチノイドは、20億年間で鉱床中を数センチメートルしか移動していない。放射性廃棄物の地層処分に関連して、地下水とともに放射性物質が環境中に流出する懸念について激しい議論があるが、ガボンは放射性同位体が地殻の中でどう動くかについてのケーススタディになっている。

## 微細構造定数との関係
オクロの天然原子炉は、物理学の微細構造定数αが20億年の間に変化したかを確認することにも利用されている。これはαが核反応の速度に影響を与えることを応用している。たとえば、149Smは中性子を捕捉して150Smになるが、捕捉するレートはαに依存しているので、この2種類のサマリウム同位体の比率をオクロのサンプルで調べることで、20億年前のαの値を計算できるのである。
オクロの放射性同位体の相対濃度を調べたいくつかの研究があるが、ほとんどの研究が（全部ではない）、かつての核反応は今日と変わらなかったと結論づけている。αも変化していないと考えられる。
149Smの共鳴は、α以外に、陽子と電子の質量比μに対しても敏感である。αとμがお互いに打ち消しあう可能性があるので、否定的な結果はαとμが共に時間に対して不変であることを必ずしも意味しない。

## 核分裂生成物の痕跡

### Nd

U-235の熱中性子による核分裂生成物と、通常のネオジムの同位体比を比べた図。Ce-142（長寿命のベータ放射体）が崩壊してNd-142になるには、天然原子炉が停止してから十分な時間がたっていない。

鉱石中のネオジムの同位体比が、通常地球上でみられるものとは異なっていた。たとえば、通常のネオジムは142Ndを27%含むところが、オクロのネオジムは6%以下しか含んでおらず、代わりに143Ndの比率が高かった。通常のNdからオクロのNdを差し引いてみると、Ndの同位体の構成は235Uの核分裂反応で生成されるものと一致していた。

### Ru

U-235の熱中性子による核分裂生成物と、通常のルテニウムの同位体比を比べた図。Mo-100（二重ベータ崩壊を起こす長寿命の同位体）が崩壊してRu-100になるには、天然原子炉が停止してから十分な時間がたっていない。

同様の調査がルテニウムの同位体比についても行われた。オクロのルテニウムは99Ruを予想より多く含んでいた（12.7%に対して27-30%）。これは99Tcが99Ruにベータ崩壊したとすると説明できる。次のグラフでは、天然のルテニウムの同位体比と、235Uが熱中性子で核分裂した結果生成されたルテニウムとを比較している。核分裂生成物の同位体比が異なることがはっきりわかる。核分裂生成物の100Ruのレベルが低い理由は、モリブデンの長寿命の同位体100Mo（半減期 = 1019年）のためである。天然原子炉が稼働していた時間を考えると、100Ruの崩壊はほとんど起こらなかった。

## フィクションへの登場
- ロジャー・ゼラズニイのSF小説『燃えつきた橋（英語版）』（1976年）[12]で言及されており、この天然原子炉は放射線による突然変異の増加によって地球生物の進化を加速させ、人類の出現を早めるためにある異星種族が意図的に設置したとの設定が説明されている。
- 豊田有恒のSF小説『進化の鎮魂曲』において、オクロの天然原子炉が生物進化の初期段階で重要な役割を果たしたことが示唆されている。
- 星野之宣のSF漫画『ベムハンター・ソード』のエピソードにおいて、天然原子炉の熱に依存した生態圏「原子力生命圏」が登場する。作中では、地球にも天然原子炉が存在したことが言及されている。